# Kanton La Guiche
Kanton La Guiche (francouzsky Canton de La Guiche) je francouzský kanton v departementu Saône-et-Loire v regionu Burgundsko. Tvoří ho 11 obcí.

## Obce kantonu
- Ballore
- Chevagny-sur-Guye
- Collonge-en-Charollais
- La Guiche
- Joncy
- Marizy
- Pouilloux
- Le Rousset
- Saint-Marcelin-de-Cray
- Saint-Martin-de-Salencey
- Saint-Martin-la-Patrouille